# Nhạc công guitar già
Nhạc công guitar già (tiếng Anh: The Old Guitarist) là tác phẩm tranh sơn dầu của họa sĩ người Tây Ban Nha, Pablo Picasso, được sáng tác vào khoảng cuối năm 1903, đầu năm 1904. Bức tranh phác họa hình ảnh một người đàn ông già, khiếm thị và ốm yếu trong bộ quần áo cũ rách đang khom người chơi guitar trên đường phố Barcelona. Tranh hiện đang được trưng bày tại Viện Nghệ thuật Chicago, thuộc bộ sưu tập Helen Birch Bartlett.